# Elecciones presidenciales de Mauritania de 2007
Las elecciones presidenciales en Mauritania de 2007 tuvieron lugar el 11 de marzo de dicho año. Ningún candidato obtuvo los votos suficientes para ser proclamado Presidente en la primera vuelta, teniendo lugar la segunda el 25 de marzo entre los dos más votados: Sidi Uld Cheij Abdallahi y Ahmed Ould Daddah. Abdallahi obtuvo la victoria con el 53 % de los votos populares, y tomó oficialmente posesión del cargo el 19 de abril.
Las elecciones presidenciales constituyeron el final de periodo transitorio abierto desde el golpe de Estado en Mauritania en 2005, que depuso al entonces Presidente, Maaouya Ould Sid'Ahmed Taya, y que fue sustituido por el cabeza de la Junta Militar (denominado Consejo Militar para la Justicia y la Democracia), Ely Ould Mohamed Vall. Ninguno de los miembros de dicha Junta Militar, de conformidad con la vigente Constitución aprobada durante el periodo transitorio, podía presentarse a las elecciones. El primer paso fue la celebración de las elecciones parlamentarias a finales de 2006.

## Antecedentes
Las elecciones presidenciales de 2007 tenían como antecedente las elecciones presidenciales de 2003. En aquella ocasión, la comunidad internacional cuestionó el proceso, toda vez que el presidente, Ould Taya, ordenó el arresto de uno de sus oponentes más firmes, Ould Haidallah, el día antes de la votación, acusado de organizar un golpe de Estado. Ould Taya obtuvo entonces el 67 % de los votos populares. El 3 de agosto de 2005 se produjo un golpe de Estado sin oposición civil ni militar, que derribó a Taya y constituyó un Consejo Militar para la Justicia y la Democracia bajo la presidencia del Coronel Ely Ould Mohamed Vall.
Después de las primeras dudas sobre el nuevo régimen, del que se sospechó que tenía vínculos islamistas, la comunidad internacional y el Consejo Militar establecieron conjuntamente una serie de compromisos, veinticuatro en total, para llevar a término un periodo de transición a la democracia que se fueron cumpliendo paso a paso. Primero, con la reforma de la Constitución de 1991, en la que se impidió a los miembros del Consejo Militar aprovechar su posición y presentarse en las elecciones; después con la elaboración de un censo actualizado de votantes, la creación de una Comisión Electoral Independiente, la plena participación de todas las formaciones políticas, a excepción de aquellas vinculadas a organizaciones terroristas que tanto las Naciones Unidas y la Unión Europea como el Consejo Militar acordasen, la implantación de un documento nacional de identidad actualizado para ejercer el derecho al voto, el establecimiento de la carta electoral y la presencia de observadores, tanto institucionales como de organizaciones civiles. La primera experiencia del proceso tuvo lugar, con éxito, en las elecciones parlamentarias de 2006 donde los islamistas moderados obtuvieron 31 escaños, seguidos de la Concentración de Fuerzas Democráticas; Después, en enero y febrero de 2007, tuvieron lugar las elecciones al Senado.

## Sistema electoral
La Constitución de Mauritania está basada en la Constitución francesa de 1958, teniendo un claro componente presidencialista en donde se atribuye al ejército funciones que se solapan con las del Presidente de la República. No obstante, en los acuerdos con las organizaciones internacionales, se mantuvo el criterio -que fue cumplido a decir de los observadores- de que el Consejo Militar estuviera al margen del proceso, de facto y de iure.
Las elecciones presidenciales se deben desarrollar a dos vueltas. El modelo, tras la reforma constitucional, al permitir la concurrencia de distintos partidos políticos sin más limitaciones que las comunes en un sistema democrático occidental, ha permitido la presencia de un amplio abanico de formaciones, algunas de ellas creadas para la ocasión. No obstante, eso no ha impedido que la ausencia de partidos puramente islamistas haya sido motivo de crítica, si bien sus dirigentes concurrieron en calidad de independientes. De conformidad con la redacción constitucional de 2006, la Corte Suprema es la encargada de vigilar el proceso, junto a la Comisión Electoral Independiente.

## Modelo de circunscripción electoral
Un total de 1 134 774 de ciudadanos, de un total de 3,2 millones, estaban registrados para votar. Antes de las votaciones, se consideraban favoritos Daddah, Zeidane y Abdallahi.
El número de colegios electorales fue de 2378, repartidos entre las 13 wilayas. Se facilitaron los trámites para la obtención de la carta de elector, obligatoria en el proceso, cuyo objetivo era evitar el doble voto y el voto de fallecidos o personas inexistentes. El recuento se realiza por wilayas, pero no coincidían exactamente con las circunscripciones que tienen como espacio las regiones mauritanas. No obstante, la circunscripción real, al ser elecciones presidenciales, fue el país entero, por lo que el modelo de recuento, una vez efectuadas las sumas, no tenía más importancia que la operatividad.

## Garantías internacionales del proceso
El proceso electoral contó con el apoyo de una misión de observadores de la Unión Europea, la Unión Africana, las Naciones Unidas y varios países, además del Club de Madrid que había sido invitado por la Junta Militar y que estuvo presente con una delegación encabezada por Kim Campbell, ex primera ministra de Canadá y Cassam Uteem, expresidente de Mauricio. Todos esos observadores fueron coincidentes con la positiva valoración de los elementos básicos que deben ser observados en unas elecciones democráticas, a saber: las elecciones fueron transparentes y evidenciaron un cumplimiento de los principios de limpieza y neutralidad. Las dificultades menores que existieron, fueron atribuidas por los observadores a la inexperiencia y los problemas técnicas en un país sin tradición democrática, el más importante la laboriosa formación del censo electoral. La Unión Europea invirtió seis millones de euros en todo el proceso democratizador, por delante del conjunto de países que ayudaron a financiarlo, Japón (un millón de euros), España y Alemania (medio millón de euros cada uno), Estados Unidos (doscientos mil euros) y los Países Bajos (ciento cincuenta mil euros).
El conjunto de papeletas fueron impresas en el Reino Unido para garantizar la ausencia de falsificaciones y cualquier tipo de manipulación, bajo la supervisión de los observadores internacionales, el Ministerio del Interior de Mauritania y la Comisional Nacional Independiente para las Elecciones.
A su finalización, el proceso contó con el expreso respaldo de la Unión Europea, emitiéndose un comunicado de la Presidencia al que se unieron Turquía, Croacia, países candidatos a integrarse en la Unión, Islandia, Liechtenstein y Noruega, y que manifestaba:

La Unión Europea manifiesta su satisfacción por la tranquilidad, transparencia y corrección con que en términos generales, se celebraron las elecciones, como atestiguó la misión de observación electoral de la Unión Europea en Mauritania. El pueblo mauritano ha tenido, pues, la oportunidad de expresar su voluntad política mediante unas elecciones libres y pluralistas

El 22 de abril, el Secretario de Estado adjunto de Estados Unidos, John Negroponte, felicitó al nuevo presidente y manifestó el deseo del gobierno de los Estados Unidos de incrementar la cooperación con Mauritania en materia de sanidad, educación y seguridad.

## Candidaturas y desarrollo del proceso
Un total de 21 candidatos estaban registrados para presentarse a las elecciones de los que 19 reunían las condiciones para ser elegidos. El único requisito exigido para los candidatos era obtener el apoyo mediante firma de 50 consejeros municipales. Ahmed Ould Daddah, líder de la Concentración de Fuerzas Democráticas—que forma parte de la Coalición de Fuerzas para el Cambio Democrático, que obtuvo un alto porcentaje de votos en las elecciones parlamentarias de 2006—fue uno de los candidatos. El antiguo Presidente, Mohamed Khouna Ould Haidalla, quien había quedado en segundo lugar en las elecciones presidenciales de 2003, tras Taya, anunció su candidatura el 17 de diciembre de 2006. El antiguo líder golpista, Saleh Ould Hanenna, fue otro de los candidatos, junto a otro golpista, Mohamed Ould Cheikhna, quien anunció su candidatura el 14 de enero de 2007. Otros candidatos fueron Zeine Ould Zeidane, Sidi Ould Cheikh Abdallahi, Messaoud Ould Boulkheir, Mohamed Ould Maouloud y Ibrahima Moctar Sarr.

### Primera vuelta

Resultados de la primera vuelta por regiones.
Sidi Uld Cheij Abdallahi
Ahmed Ould Daddah
Messaoud Ould Boulkheir

El Presidente Vall sugirió que, con los votos en blanco, era posible que ningún candidato obtuviera la mayoría legal requerida en la segunda vuelta, por lo que serían necesarias nuevas elecciones. Estas declaraciones causaron controversia, y la ley fue modificada para que los votos en blanco no fueran tenidos en cuenta al tiempo del cómputo global.
Abdallahi, que se presentaba como independiente, fue visto por algunos candidatos como el candidato oficial de la Junta Militar. En enero recibió el apoyo de una importante coalición de dieciocho partidos políticos, compuesta por antiguos defensores de Taya Abdallahi negó ser el candidato de la Junta. La Coalición de Fuerzas para el Cambio Democrático envió una carta a varias organizaciones internacionales, incluyendo la Unión Africana, denunciando que la Junta realizaba una "abierta campaña en favor de un candidato", aunque la misiva no indicaba el nombre de Abdallahi como ese candidato.
El 12 de marzo, con aproximadamente el 26 % de los votos escrutados, se informó que Abdallahi y Daddah habían superado el 25 % de los votos; Zeidane se colocaba en tercer lugar con el 13 %. Con el 86 % de votos, Abdallahi obtenía el 22,76 %, mientras Daddah se colocaba segundo con el 21,46 %, y Zeidane era el tercero. El Ministro del Interior anunció que Abdallahi y Daddah, no habiendo obtenido mayoría suficiente en la primera vuelta, y siendo los más votados, acudirían a la segunda ronda el 25 de marzo. Abdallahi había recibido en total el 24,8 % de votos y Daddah el 20,7 %. Zeidane quedó fuera de participar en la segunda vuelta al haber quedado en tercer lugar con el 15,3 %. Messaoud Ould Boulkheir fue cuarto con el 9,8 %, seguido por Ibrahima Moctar Sarr con el 7,9 %. Se calcula que acudió a votar el 70 % del electorado.
| Candidatos – Partidos                                                                                                   | Votos   | %     |
| --- | ------- | ----- |
| Sidi Uld Cheij Abdallahi                                                                                                | 183,726 | 24.80 |
| Ahmed Ould Daddah – Concentración de Fuerzas Democráticas                                                               | 153,252 | 20.69 |
| Zeine Ould Zeidane | 113,182 | 15.28 |
| Messaoud Ould Boulkheir – Alianza Popular para el Progreso                                                              | 72,493  | 9.79  |
| Ibrahima Moctar Sarr - (integrado después en la Alianza por la Justicia y la Democracia / Movimiento por la Renovación) | 58,878  | 7.95  |
| Saleh Ould Hanenna – Partido Mauritano para la Unión y el Cambio                                                        | 56,700  | 7.65  |
| Mohamed Ould Maouloud – Unión de las Fuerzas de Progreso                                                                | 30,254  | 4.08  |
| Dahane Ould Ahmed Mahmoud                                                                                               | 15,326  | 2.07  |
| Mohamed Ould Cheikhna                                                                                                   | 14,200  | 1.92  |
| Mohamed Khouna Ould Haidalla                                                                                            | 12,813  | 1.73  |
| Ethmane Ould Cheikh Ebi El Maali                                                                                        | 10,868  | 1.47  |
| Ba Mamadou Alassane – Partido por la Libertad, la Igualdad y la Justicia                                                | 4,076   | 0.55  |
| Mohamed Ahmed Ould Baba Ahmed Ould Salihi                                                                               | 2,779   | 0.38  |
| Moulaye El Hacen Ould Jeid – Partido Mauritano por la Renovación y la Concordia                                         | 2,535   | 0.34  |
| Chbih Ould Cheikh Malainine - Frente Popular                                                                            | 2,111   | 0.28  |
| Rajel dit Rachid Moustapha – Partido Mauritano por la Renovación                                                        | 1,977   | 0.27  |
| Sidi Ould Isselmou Ould Mohamed Ahid                                                                                    | 1,784   | 0.24  |
| Isselmou Ould El Moustapha – Partido de Convergencia Democrática                                                        | 1,779   | 0.24  |
| Mohamed Ould Mohamed El Moctar Ould Tomi                                                                                | 1,465   | 0.20  |
| Mohamed Ould Ghoulam Ould Sidaty                                                                                        | 652     | 0.09  |
| Total votos válidos | 740,850 | 100.0 |
| Total votos válidos (70.2 %)                                                                                            | 794,979 |       |
| Referencias (en inglés): African Elections                                                                              |         |       |

### Segunda vuelta

Resultados de la segunda vuelta por regiones.
>70% Abdallahi
60-70% Abdallahi
50-60% Abdallahi
>60% Daddah
50-60% Daddah

El 14 de marzo, los islamistas "Réformateurs centristes", que apoyaban a Hanenna en la primera vuelta, mostraron su apoyo a Daddah para la segunda. El mismo Hanenna respaldó la candidatura de Daddah, así como los candidatos Ba Mamadou Alassane, Mohamed Ould Maouloud, e Ibrahima Sarr.
Abdallahi recibió el apoyo del tercer y cuarto candidato de la primera vuelta: el 17 de marzo, Zeidane anunció su apoyo, y el 19 de marzo, Boulkheir hizo lo mismo. También lo apoyo el minoritario Unión por la Democracia y el Progreso. El apoyo de Boulkheir dividió a la Colación de las Fuerzas para el Cambio Democrático que apoyaban a Daddah. Otros candidatos menores también apoyaron a Abdallahi.
Se realizó un debate televisivo entre los dos candidatos el 22 de marzo, en el que los candidatos no se enfrentaron, limitándose a exponer sus posiciones electorales. Fue la primera ocasión en Mauritania en la que existían espacios de televisión cedidos para la campaña electoral y bajo el control de la Comisión Electoral Independiente. Los candidatos abogaron por políticas muy similares, incluyendo medidas contra la esclavitud, que persiste en el país. Abdallahi argumentó que para él era más fácil cumplir las promesas electorales al disponer en el Parlamento de la mayoría. También afirmó que, de ganar, incluiría a Daddah en el gabinete, de acuerdo con sus aliados.
El 26 de marzo, después de las elecciones, el ministro del Interior, Mohamed Ahmed Ould Mohamed Lemine, declaró a Abdallahi vencedor de las elecciones, con el 52,85 % de los votos. Abdallahi ganó en 10 de las 13 regiones del país; Daddah obtuvo la victoria en la capital, Nuakchot (aunque no en su departamento administrativo), Inchiri y Trarza. La participación electoral alcanzó el 67,5 %. Daddah aceptó los resultados y felicitó a Abdallahi por su victoria. Los resultados fueron confirmados el 29 de marzo.
El Presidente saliente, Vall, dijo que el ganador de las elecciones juraría su cargo el 19 de abril, como así fue. Abdallahi designó a Zeidane como primer ministro al día siguiente, y Boulkheir fue elegido Presidente de la Asamblea Nacional el 26 de abril.
| Candidatos – Partidos                                                                           | Votos   | %      |
| ----------------------------------------------------------------------------------------------- | ------- | ------ |
| Sidi Uld Cheij Abdallahi                                                                        | 373 520 | 52,85  |
| Ahmed Ould Daddah – Concentración de Fuerzas Democráticas                                       | 333 185 | 47,15  |
| Votos válidos:                                                                                  | 706 705 | 100,00 |
| Votos nulos:                                                                                    | 57 340  |        |
| Votos totales: (67,4 %)                                                                         | 764 045 |        |
| Referencias (en inglés): African Elections, Archivado el 14 de mayo de 2011 en Wayback Machine. |         |        |